# Wereldkampioenschap X-trial 2012
Het FIM Wereldkampioenschap X-trial 2012 werd tussen 13 januari en 31 maart van dat jaar gereden.
De rijders kwamen in 7 wedstrijden uit: driemaal in Frankrijk, tweemaal in Spanje, en verder in Zwitserland en Italië. De Spanjaard Toni Bou (HRC Montesa) won alle wedstrijden en prolongeerde daarmee zijn titel voor de vijfde keer. Zijn landgenoten Albert Cabestany (Sherco), Adam Raga (GasGas) en Jeroni Fajardo (Beta) en de Japanner Takahisa Fujinami (Montesa) verdeelden de overige podiumplaatsen gedurende het seizoen. Alle podiumplaatsen in de einduitslag waren voor Spanjaarden.

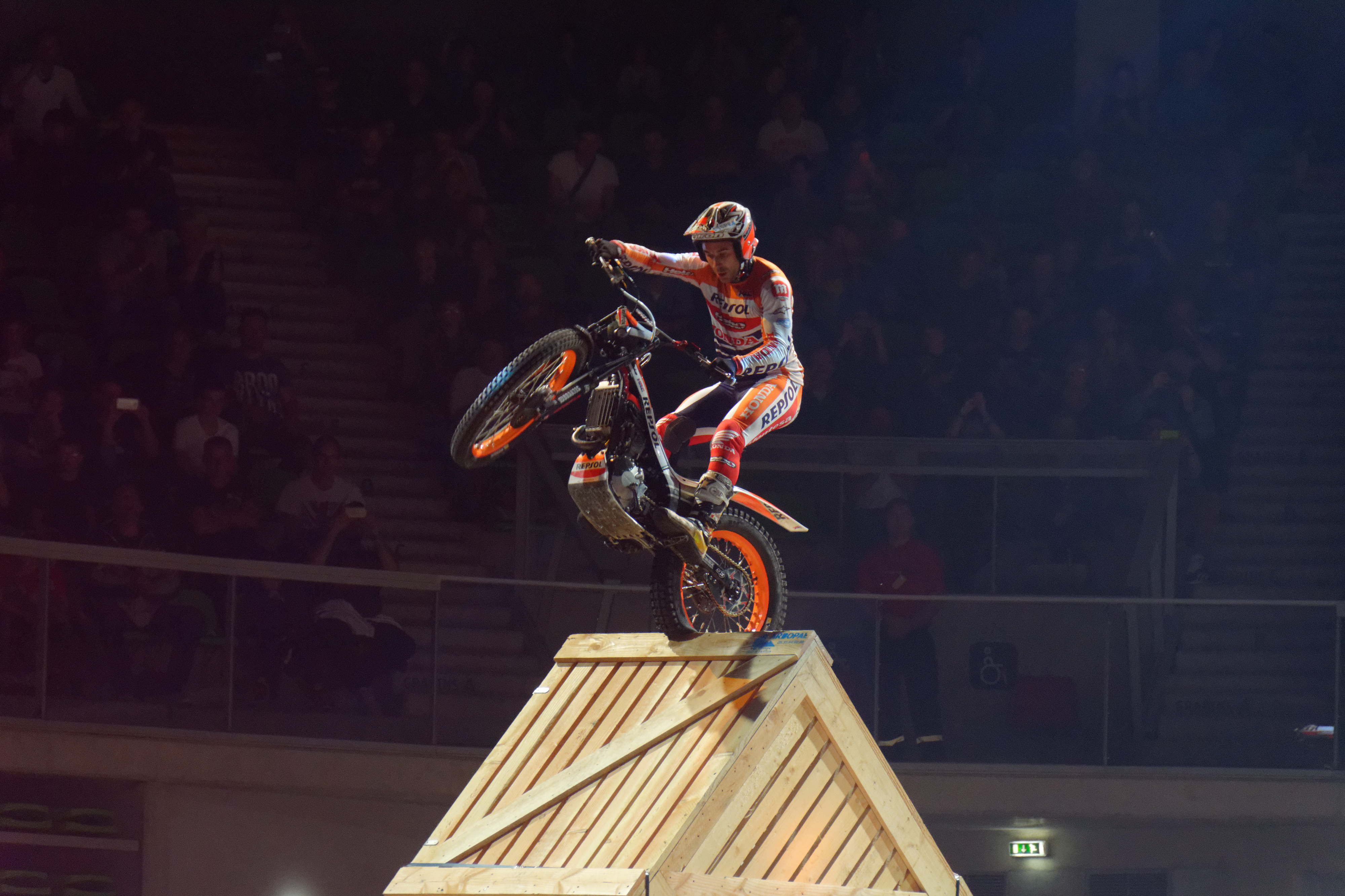
Zesvoudigvoudig wereldkampioen Bou
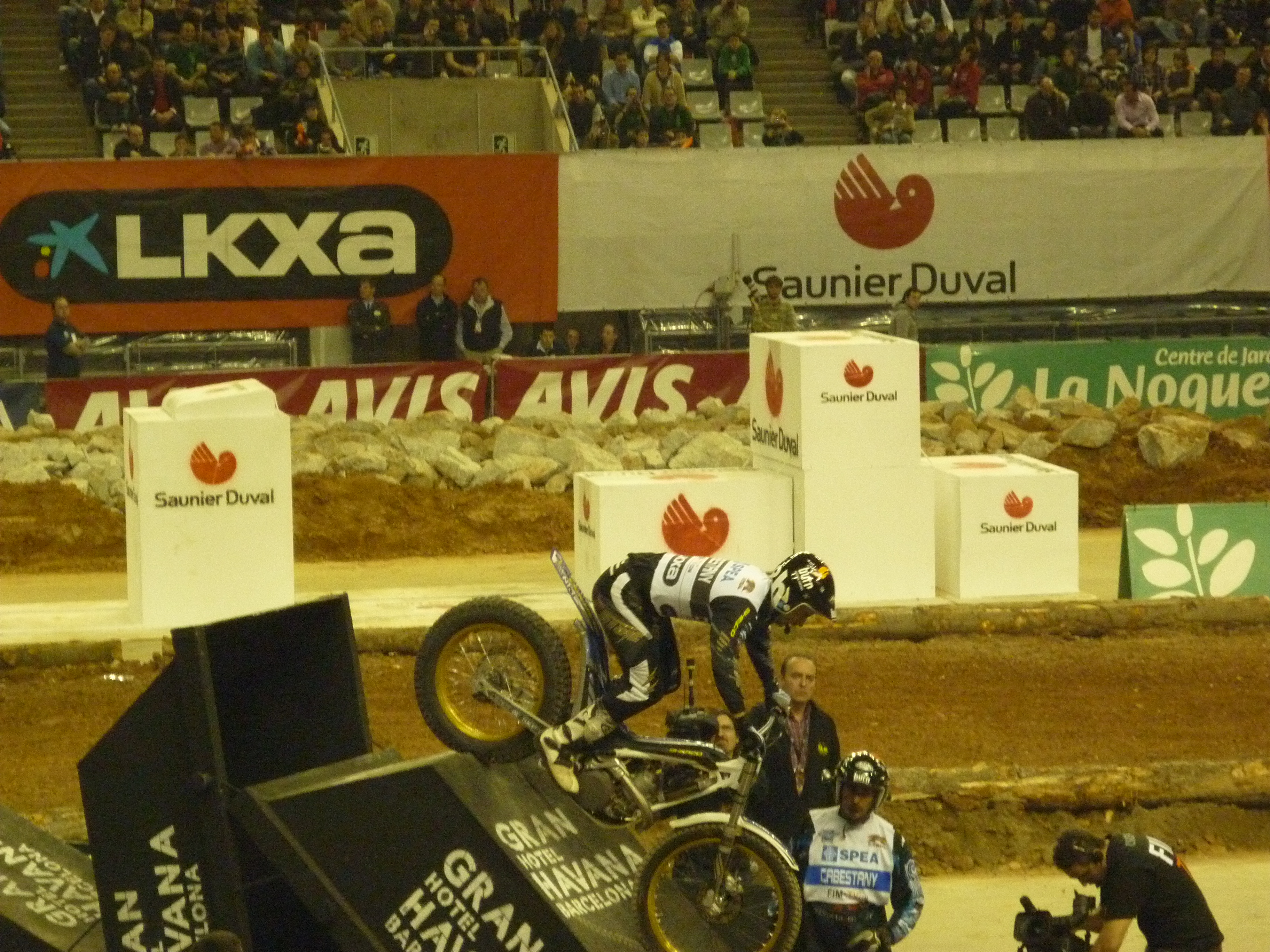
Cabestany bezette de tweede plaats
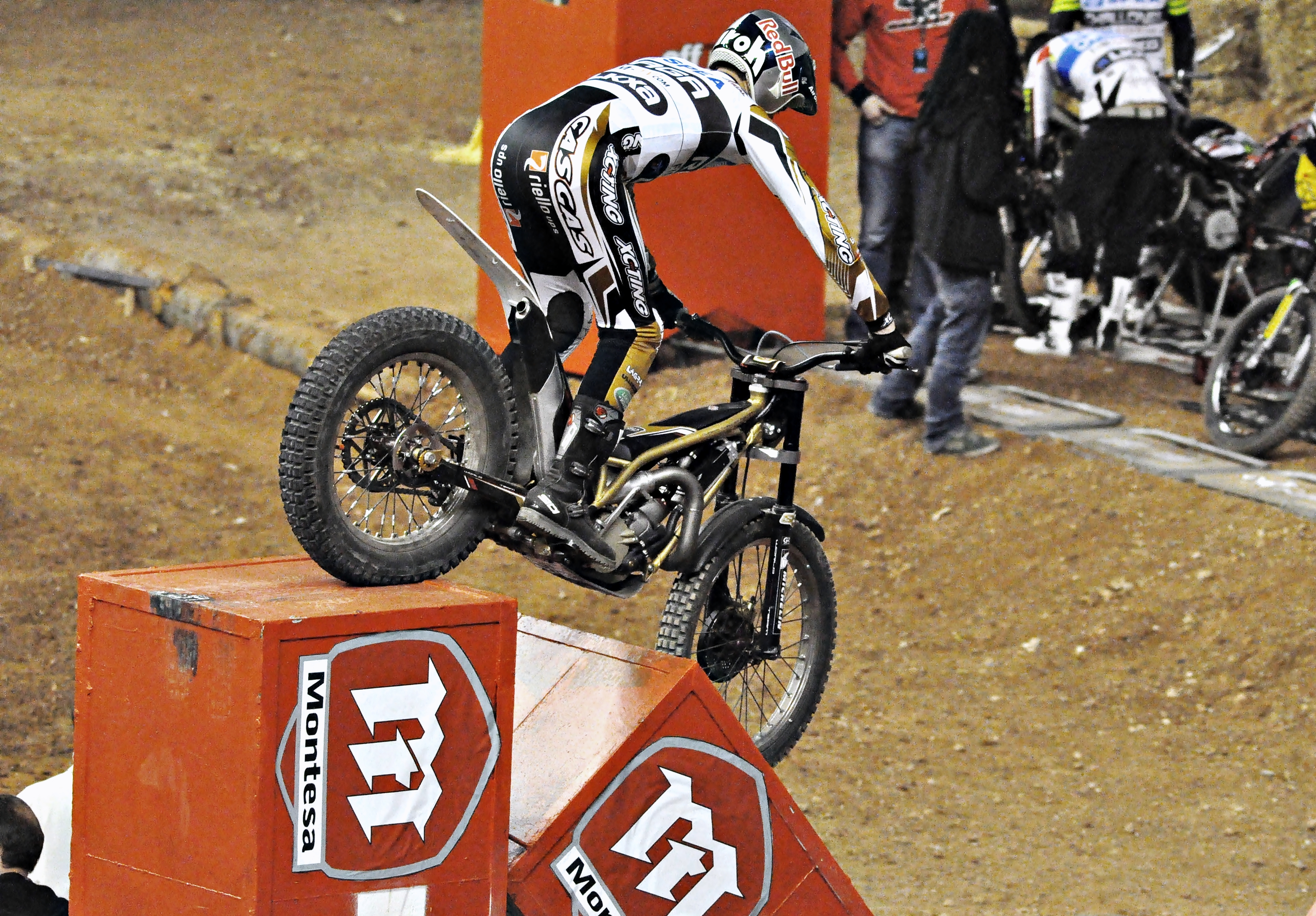
Derde werd Raga
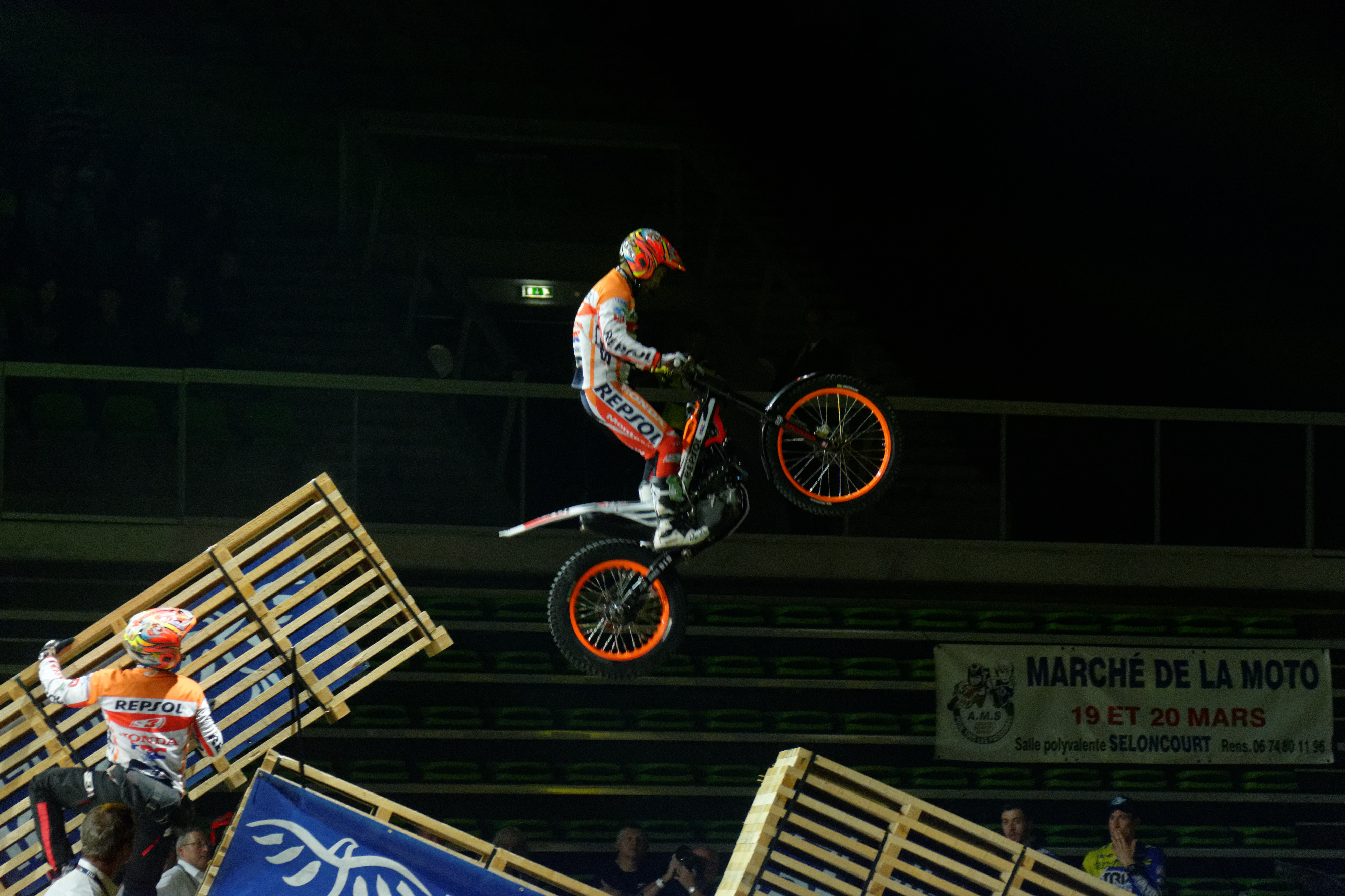
Hoogstgeplaatste niet-Spanjaard Fujinami bezette de vierde plaats

## Eindklassement
| Nr. | Naam                        | Straatsburg 13 januari | Genève 21 januari | Marseille 27 januari | Madrid 3 maart | Mallorca 10 maart | Milaan 17 maart | Parijs 31 maart | Totaal |
| --- | --------------------------- | ---------------------- | ----------------- | -------------------- | -------------- | ----------------- | --------------- | --------------- | ------ |
| 1   | Toni Bou (Montesa)          | 20                     | 20                | 20                   | 20             | 20                | 20              | 20              | 140    |
| 2   | Albert Cabestany (Sherco)   | 12                     | 15                | 12                   | 12             | 15                | 12              | 9               | 87     |
| 3   | Adam Raga (GasGas)          | 15                     | 9                 | 15                   | 15             | 9                 | 15              | 6               | 84     |
| 4   | Takahisa Fujinami (Montesa) | 9                      | 12                | 9                    | 9              | 12                | 6               | 12              | 69     |
| 5   | Jeroni Fajardo (Beta)       | 6                      | 5                 | 6                    | 5              | 5                 | 9               | 15              | 51     |
| 6   | Loris Gubian (GasGas)       | 5                      | 6                 | 5                    | 3              | 6                 | 5               | 3               | 33     |
| 7   | Michael Brown (GasGas)      | 3                      | 3                 | 1                    | 6              | 3                 | 2               | 2               | 20     |
| 8   | Alfredo Gomez (Montesa)     | 2                      | 1                 | 2                    | 1              | 2                 | -               | -               | 8      |
| 9   | Alexandre Ferrer (Sherco)   | -                      | -                 | 1                    | -              | -                 | -               | 5               | 6      |
| 10  | Pol Tarres (JTG)            | -                      | -                 | 3                    | 2              | -                 | -               | -               | 5      |
| 11  | Daniel Oliveras (Ossa)      | -                      | -                 | -                    | -              | -                 | 3               | -               | 3      |
| 12  | Jack Challoner (Beta)       | -                      | 2                 | -                    | -              | -                 | -               | 1               | 3      |
| 13  | Benoit Dagnicourt (Beta)    | -                      | 1                 | -                    | -              | -                 | -               | 1               | 2      |
| 14  | Giacomo Saleri (Beta)       | -                      | -                 | -                    | -              | -                 | 1               | -               | 1      |